# Pettyes vízicsibe
A pettyes vízicsibe (Porzana porzana) a madarak osztályának darualakúak (Gruiformes) rendjébe, a guvatfélék (Rallidae) családjába tartozó faj

## Előfordulása
A mérsékelt övi Európában és Ázsia nyugati részén költ, telelni Afrikába és Indiába vonul. Időszakosan vízzel borított rétek, szikes mocsárrétek, zsombékosok lakója.

### Kárpátmedencei előfordulása
Márciustól novemberig tartózkodik Magyarországon. Megfelelő időjárás mellett egy-egy példány itt is telel.

## Megjelenése
Testhossza 22–24 centiméter, szárnyfesztávolsága 37–42 centiméter, testtömege pedig 70–110 gramm. Tollazatát pettyek díszítik, ami segíti beolvadni a környezetébe. 
|  |

## Életmódja
Apró gerinctelen állatokat, vízicsigákat, gilisztákat és zöld növényi részeket keresgél vízben, amiért akár alá is bukik.

## Szaporodása
Zsombékosokban készíti fészkét. Fészekalja 10-12 tojásból áll, melyen 18-24 napig kotlik. A kikelt fiókák fészekhagyók.
|  |